# Parque des Ormeaux

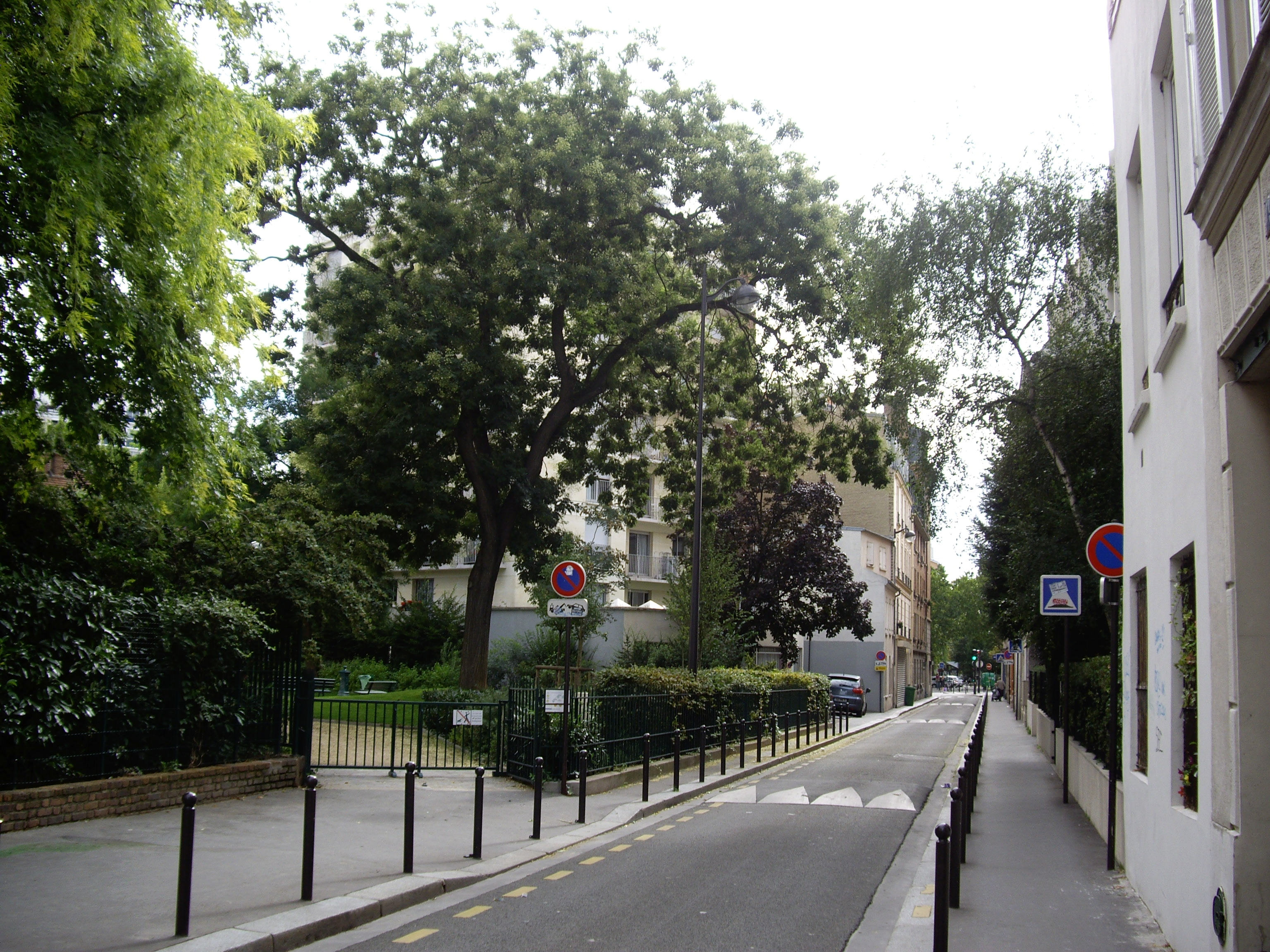
Entrada a la Square desde la calle des Ormeaux

El parque des Ormeaux (Square des Ormeaux en francés) es un parque del XX Distrito de París.

## Descripción
Creado en 1932, el parque se extiende sobre 1170 m². Está compuesto por zonas ajardinadas con césped y macizos de plantas, así como árboles de diferentes especies.
El nombre del parque está dedicado a la memoria de un camino bordeado de altos olmos (ormeaux en francés) que se extendía en este lugar hacia 1780.

## Situación
El parque tiene accesos desde la calle des Ormeaux al norte, y la calle de Grands Champs al sur.
Se localiza en las coordenadas: 48°51′3″N 2°24′0″E / 48.85083, 2.40000
 -  Línea 2  - Avron -  Línea 9 - Buzenval